# EC Novo Hamburgo
Esporte Clube Novo Hamburgo – brazylijski klub piłkarski z siedzibą w mieście Novo Hamburgo leżącym w stanie Rio Grande do Sul.

## Osiągnięcia
- Mistrz stanu Rio Grande do Sul: 2017
- Wicemistrz stanu Rio Grande do Sul (5): 1942, 1947, 1949, 1950, 1952
- Mistrz drugiej ligi stanu Rio Grande do Sul (Campeonato Gaúcho de Futebol Segunda Divisão) (2): 1996, 2000
- Puchar stanu Gaúcho (Copa FGF): 2005, 2013.

## Historia
Klub założony został 1 maja 1911 roku przez pracowników fabryki Pedro Adams Filho. Tego dnia obchodzone było święto robotników podczas którego doszło do bratania się pracowników i pracodawców fabryki. Po uroczystości Manoel Lopes Mattos, João Scherer, Aloys Auschild, Manoel Outeiro, João Tamujo i Adão Steigleder podjęli decyzję o założeniu klubu piłkarskiego. Początkowo zaproponowano nazwę Adams Futebol Clube, jednak ostatecznie klub otrzymał nazwę Sport Club Novo Hamburgo, zmienioną później na Esporte Clube Novo Hamburgo.
Brazylia w 1944 roku, podczas toczącej się II wojny światowej, dołączyła do antyniemieckiej koalicji. Ponieważ nazwa klubu Novo Hamburgo kojarzyła się z niemieckim Hamburgiem, klub został zmuszony do zmiany nazwy na Floriano. Do poprzedniej nazwy klub powrócił dopiero w latach 60.